# Fernando Ovelar
Fernando Fabián Ovelar Martínez (Asunción, 6 gennaio 2004) è un calciatore paraguaiano, attaccante dell'Unión Española in prestito dal Pachuca.

## Carriera

### Club
Cresciuto nel settore giovanile del Cerro Porteño, debutta in prima squadra il 28 ottobre 2018, in occasione dell'incontro della División Profesional pareggiato per 1-1 contro il 3 de Febrero. Il 4 novembre successivo, nell'incontro pareggiato per 2-2 contro l'Olimpia, diventa il giocatore più giovane nella storia del Cerro Porteño e del campionato paraguaiano a realizzare una rete all'età di 14 anni, 9 mesi e 27 giorni.

### Nazionale
Ha giocato nelle nazionali giovanili paraguaiane Under-17 ed Under-20.

## Statistiche

### Presenze e reti nei club
Statistiche aggiornate al 18 gennaio 2023.
| Stagione             | Squadra              | Campionato           | Campionato | Campionato | Coppe nazionali | Coppe nazionali | Coppe nazionali | Coppe continentali | Coppe continentali | Coppe continentali | Altre coppe | Altre coppe | Altre coppe | Totale | Totale |
| Stagione             | Squadra              | Comp                 | Pres       | Reti       | Comp            | Pres            | Reti            | Comp               | Pres               | Reti               | Comp        | Pres        | Reti        | Pres   | Reti   |
| -------------------- | -------------------- | -------------------- | ---------- | ---------- | --------------- | --------------- | --------------- | ------------------ | ------------------ | ------------------ | ----------- | ----------- | ----------- | ------ | ------ |
| 2018                 | Cerro Porteño        | PD                   | 7          | 1          |                 | -               | -               | CL                 | 0                  | 0                  |             | -           | -           | 7      | 1      |
| 2019                 | Cerro Porteño        | PD                   | 2          | 0          |                 | -               | -               | CL                 | 0                  | 0                  |             | -           | -           | 2      | 0      |
| 2020                 | Cerro Porteño        | PD                   | 2          | 0          |                 | -               | -               | CL                 | 0                  | 0                  |             | -           | -           | 2      | 0      |
| 2021                 | Cerro Porteño        | PD                   | 6          | 0          |                 | -               | -               | CL                 | 2                  | 0                  |             | -           | -           | 8      | 0      |
| 2022                 | Cerro Porteño        | PD                   | 15         | 1          |                 | -               | -               | CL                 | 0                  | 0                  |             | -           | -           | 15     | 1      |
| Totale Cerro Porteño | Totale Cerro Porteño | Totale Cerro Porteño | 32         | 2          |                 | -               | -               |                    | 2                  | 0                  |             | -           | -           | 34     | 2      |
| gen.-giu. 2023       | Pachuca              | LM                   | 0          | 0          |                 | -               | -               | CCL                | 0                  | 0                  |             | -           | -           | 0      | 0      |
| Totale carriera      | Totale carriera      | Totale carriera      | 32         | 2          |                 | -               | -               |                    | 2                  | 0                  |             | -           | -           | 34     | 2      |

## Palmarès

### Club

#### Competizioni nazionali
- Campionato paraguaiano: 2

Cerro Porteño: 2020-I, 2021-II